# ライブ配信番組表NUSHI
ライブ配信番組表NUSHI（ライブはいしんばんぐみひょうぬし）は、ライブストリーミングによる、ネット生放送の番組を整理するサービス。
様々な配信プラットフォームの番組をカテゴリー毎に分類するほか、生放送ランキングによる順位付けを行う。

## 沿革
- 2013年 - 運営開始

## ランキング機能
2014生主ミスコン
4プラットフォームのかわいい配信者の中でNo.1を決めるミスコン（視聴者投票制）
総合ランキング
「配信プラットフォーム側のコメント数」+「NUSHIサービス内のPV」+「NUSHIサービス内のコメント数」に応じて順位付がされている。長時間配信がランク上位に入る可能性が高い仕様となっているが、内容の薄い長時間配信に関しては運営によりランキングから除外される事がある。
過疎ランキング
「総合ランキング」と同様のロジックで、下位から順に表示されている。
コメントランキング
NUSHI内のコメント数に応じたランキング

## カテゴリー/タグ
リスナーが自由に配信のタグを設定できる仕様になっており、独自でタグを管理している。本機能が他サイトと最も違う機能となる。リスナーによるタグ付けの為、容姿や性別といった細かなカテゴリー/タグ分類が行われている。
（全19カテゴリー）
かわいい/美人（「顔出し」カテゴリー→「かわいい」タグ）
「顔出し配信」の中から、かわいい子、美人生主を分類
イケメン（「顔出し」カテゴリー→「イケメン」タグ）
「顔出し配信」の中から、イケメン生主を分類
FX配信
FX取引画面をキャプチャーしながら配信を行う番組を分類。
ゲーム配信
ゲーム画面キャプチャー配信を行う番組を分類。

## 対応サービス
- TwitCasting
- ニコニコ生放送
- FC2ライブ
- Livetube.cc